# カープタクシー

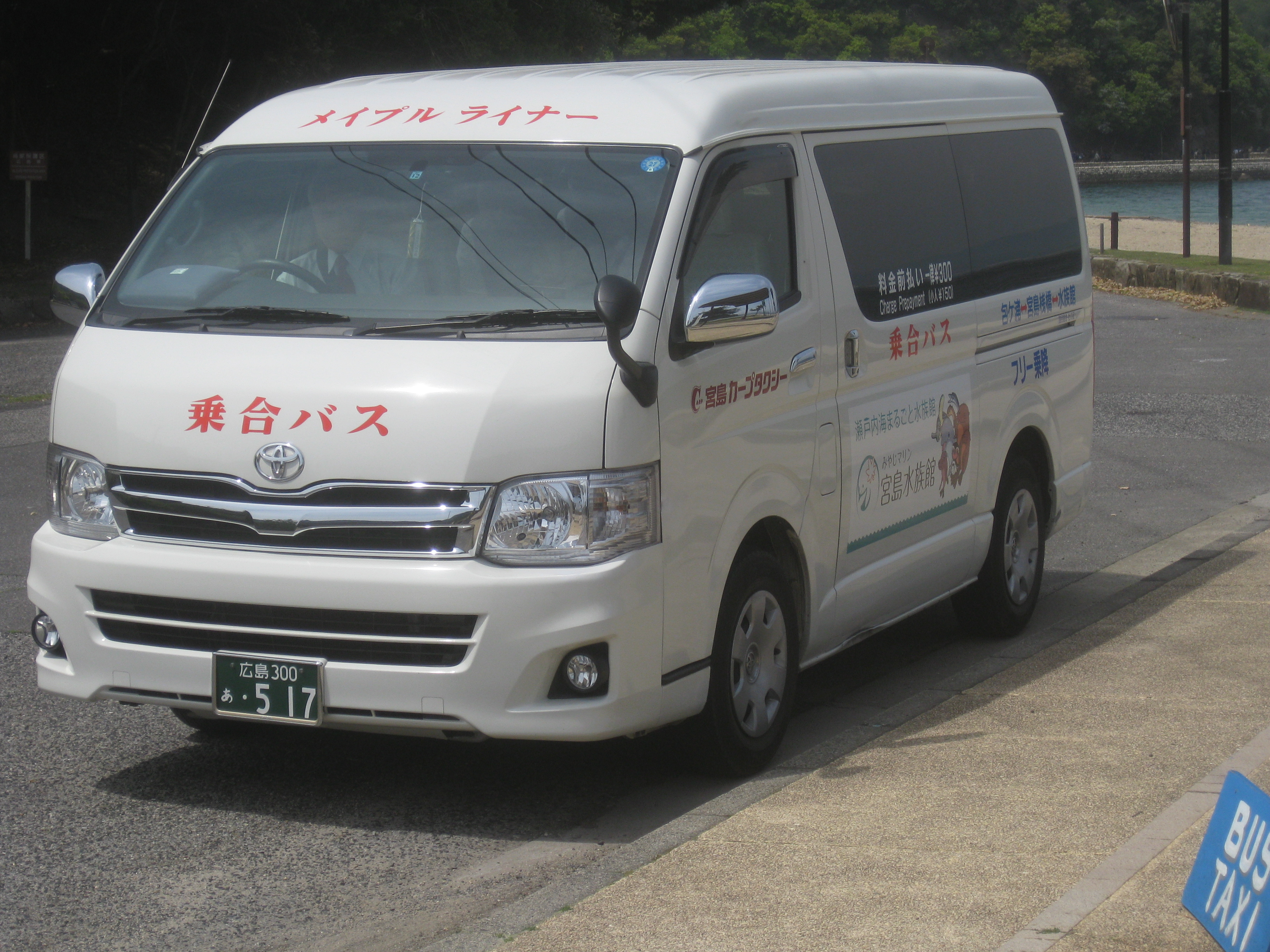
乗合タクシー「メイプルライナー」の車両（2015年）

株式会社カープタクシーは、広島県広島市南区に本社を置くタクシー・バス事業者である。カープタクシー本体では、一般タクシーおよび乗合タクシー、貸切バスを運行する。
系列会社の廿日市カープタクシーは、2022年より廿日市市のコミュニティバス「廿日市さくらバス」西循環（現・阿品台ルート）、宮内ルートを受託運行する。宮島カープタクシーは、宮島島内で一般タクシーおよび乗合タクシーを運行する。

## 事業所
- 本社：広島県広島市南区大州１丁目9-5
- 本社営業所・観光部・整備工場：広島県広島市安芸区矢野新町2丁目3-60
- 廿日市カープタクシー本社：広島県廿日市市下平良2丁目1-60
- 宮島カープタクシー本社：広島県廿日市市物見東1-5-13

## 沿革
- 1953年9月5日 - 会社設立。
- 2009年10月1日 - 黄金山地区乗合タクシーの実験運行開始（1年間）。
- 2010年10月1日 - 黄金山地区乗合タクシーを本格運行に移行（2023年4月23日から運行休止）[2]。
  - 同時に、本浦、池田整形外科前、邇保姫神社入口、東本浦（もみじ銀行前）の4停留所を追加。
- 2020年5月 - 当社初の外国人乗務員が誕生[3]。
- 2023年5月 - 有限会社から株式会社に改組。
- 2023年9月 - 株式会社矢野カープタクシーを吸収合併。

## 乗合タクシー
以下の乗合タクシー路線を運行している。

### 黄金山地区乗合タクシー

#### 概要
- カープタクシー、広島市、黄金山地区社会福祉協議会から成る、黄金山地区生活交通支援協議会が主体となって運行している。
- 土曜・日曜・祝日及び年末年始は運休。
- 運賃は1乗車250円均一。

#### 路線
本浦コース
- 宮の脇集会所前→西本浦町9番前→黄金山町24番前→本浦（→池田整形外科前）→本浦本町（万惣前）→広島厚生病院前→本浦→黄金山町24番前→西本浦町9番前→東霞公園前→宮の脇集会所前
- 宮の脇集会所前→西本浦町9番前→黄金山町24番前→本浦→池田整形外科前→本浦本町→広島厚生病院前→邇保姫神社入口→宮の脇集会所前

旭町コース
- 宮の脇集会所前→西本浦町9番前→北大河町29番前→北大河町4番前→かすみ一番街→マルショク前→北大河町4番前→北大河町29番前→西本浦町9番前→東霞公園前→宮の脇集会所前

#### 車両
- 10人乗りジャンボタクシー（トヨタ・ハイエース）を使用している。

### 宮島乗合タクシー「メイプルライナー」

#### 概要
- 宮島カープタクシーが運行。当初は宮島交通（ニシキタクシー系列）が広島電鉄の厳島島内バス路線廃止に伴い運行開始。その後、宮島交通の事業譲渡に伴い運行を継承した。
- 運賃：大人300円、小人150円

#### 路線
- 包ヶ浦 - 杉ヶ浦 - 宮島桟橋 - 宮島水族館